# Dryophytes femoralis
Espèce
Statut de conservation UICN

 LC  : Préoccupation mineure
Dryophytes femoralis est une espèce d'amphibiens de la famille des Hylidae.

## Répartition
Cette espèce est endémique des États-Unis. Elle se rencontre dans les États de l'Est : en Virginie, en Caroline du Nord, en Caroline du Sud, en Géorgie, en Floride, dans l'Alabama, au Mississippi, en Louisiane,.

## Taxinomie
D'après Fouquette et Dubois en 2014, Bosc n'est pas le descripteur original de cette espèce contrairement à ce qui est mentionné dans la publication originale mais bien Daudin.

## Publication originale
- Daudin, 1800 : Histoire naturelle des quadrupèdes ovipares, (texte intégral).